# Fesenjān
Il fesenjān (in persiano فسنجان‎; anche chiamato fesenjoon nel dialetto di Teheran) è un tipo di khoresh originario del nord dell'Iran.

## Storia
Il termine fesenjān viene menzionato per la prima volta nel Sofra-ye at'ema (1881) dal cuoco Mizr'Ali Akhbar Khan Ashpaz Bashi, il quale elenca 10 diverse versioni del piatto: con noci (il più comune), con le mandorle, con fagioli rossi, con cotogno, con patate, con carote, con zucca, con pesce e con yogurt. Il primo dizionario a menzionare il fesenjān è il Farhang-e Anandraj, che lo descrive come un piatto originario della provincia di Gilan.

## Descrizione
Il fesenjān viene aromatizzato con granatina, noci, curcuma, cannella, buccia di arancia, cardamomo e boccioli di rosa. Ad esso vengono aggiunti tradizionalmente melanzane e pollame, tuttavia si possono trovare varianti con la carne macinata o con pezzi di agnello.
Se la salsa di melograno risulta troppo aspra, si possono aggiungere zucchero e cipolle soffritte per addolcirla. A volte può essere applicato un ferro bollente per ossidare e rendere più scuro il colore della salsa.
Per via della sua ricercatezza, questo piatto viene servito durante le occasioni speciali, come la notte di Yaldā. Esso è simbolo di ricchezza, tant'è che un detto persiano recita "si comporta come se avesse pernice e fesenjān" riferendosi ad un uomo vanitoso.
Nella tradizione iraniana dei cibi caldi e freddi, questo piatto è considerato "caldo" per via della presenza delle noci. Per compensare questo stato di "caldo", può essere aggiunto del coriandolo o della zucca, cibi considerati "freddi".